# شکار بزرگ

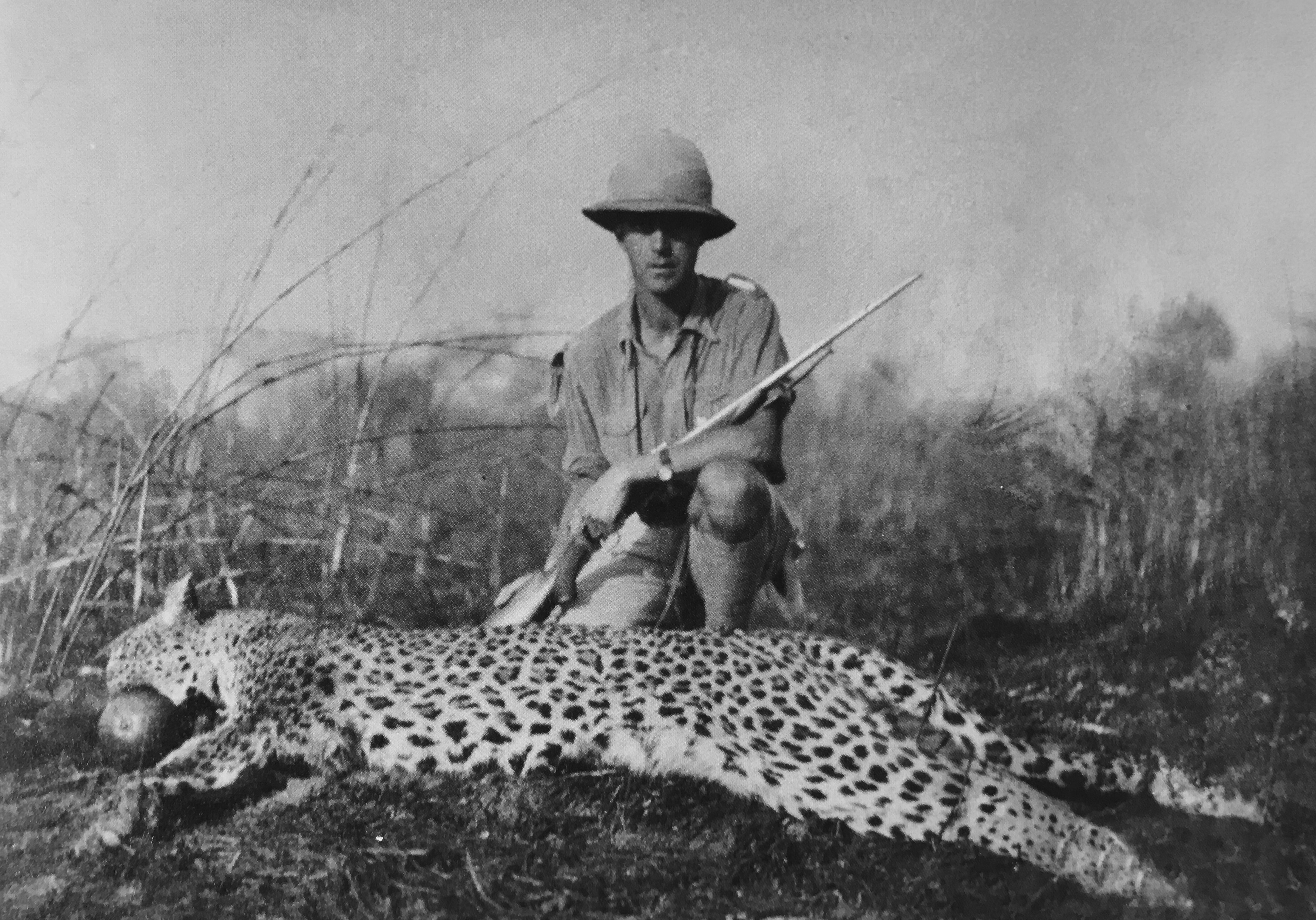
دوک الجسیرا با یک پیکر پلنگ آفریقایی، یکی از " پنج بزرگ "، رودزیای جنوبی، ۱۹۲۶

شکار بزرگ (به انگلیسی: Big-game hunting)، شکار جانوران شکارشونده بزرگ برای تروفه، تاکسیدرمی، گوشت، و فرآورده جانبی جانوری با ارزش تجاری (مانند شاخ، عاج، دندان، استخوان، چربی بدن یا اندام‌های خاص) است. این اصطلاح اغلب با شکار «پنج بزرگ» آفریقا (شیر، فیل آفریقایی، گاومبش آفریقایی، پلنگ آفریقایی و کرگدن آفریقایی)، و همچنین کرگدن هندی و ببر بنگال در شبه‌قاره هند مرتبط است.
سلاح‌های قابل حملی که برای شکارهای بزرگ استفاده می‌شوند شامل سلاح‌های گرم، کمان، نیزه‌ها، نیزه‌اندازها و دیگر سلاح‌های دوربردتر و همچنین سلاح‌های دوربرد مانند چکش، تبر، چاقو و دیگر سلاح‌های تیغه‌دار هستند.
تاکنون، رایج‌ترین سلاح به‌کاررفتهٔ شکارچیان، اسلحه گرم است و در میان سلاح‌های گرم، رایج‌ترین سلاح‌ها تفنگ‌های لوله‌بلند هستند. دیگر سلاح‌های گرم مانند تفنگ ساچمه‌ای و تفنگ دستی نیز در شکار بزرگ استفاده می‌شود.